# Pine Hollow
Pine Hollow es un lugar designado por el censo (en inglés, census-designated place, CDP) situado en el condado de Wasco, Oregón, Estados Unidos. Según el censo de 2020, tiene una población de 531 habitantes.

## Geografía
La localidad está ubicada en las coordenadas 45°14′07″N 121°17′01″O / 45.23528, -121.28361 (45.235235, -121.283705).

## Demografía
Según la estimación 2018-2022 de la Oficina del Censo, los ingresos medios de los hogares de la localidad son de $50,089 y los ingresos medios de las familia son de $51,700. Alrededor del 20.4% de la población está por debajo de la línea de pobreza.

## Localidades adyacentes
Diagrama de las localidades a un radio de 27 km a la redonda de Pine Hollow.